# Lisa Lipps
Lisa Lipps (* 22. října 1971, některé zdroje uvádějí 1969, Chicago), narozená jako Leslie Godfrey, je americká pornoherečka a erotická tanečnice. Používala rovněž pseudonym Starri Knights či Starry Knights.

## Život
Lisa Lipps vyrůstala na Floridě a svou kariéru tanečnice začala v 80. letech v Elk Grove Village ve státě Illinois. Díky svému velkému poprsí se v 90. letech stala populární pornoherečkou a natočila stovky pornofilmů.
V současnosti (2006) žije v Las Vegas.